# باونه
باونه (به ایتالیایی: Baone) یک کومونه در ایتالیا است که در استان پادووا واقع شده‌است.

## خصوصیات
باونه ۲۴٫۴ کیلومترمربع مساحت و ۳٬۱۳۳ نفر جمعیت دارد.

## خواهرخوانده
شهر Coudoux خواهرخواندهٔ باونه هست.